# Gasteruption hastator
Gasteruption hastator (лат.) — вид наездников рода Gasteruption из семейства гастеруптииды.

## Распространение
Палеарктика. В России в европейской части и на Дальнем Востоке.

## Описание
Среднего размера наездники. На прескутуме груди развита мелкая ячеистость. Длина 10—12,5 мм (самки), с длинным и очень тонким в основании брюшком. Метасома прикрепляется высоко на проподеуме. Усики 14-члениковые у самок и 13-члениковые у самцов. Формула щупиков полная: 6,4. В переднем крыле югальная лопасть и радиомедиальная жилка отсутствуют. Паразиты-инкивилины или хищники в гнёздах пчёл и ос. Взрослые особи встречаются на цветках зонтичных.